# Osasco (Itàlia)
|  | Aquest article tracta sobre municipi italià del Piemont. Vegeu-ne altres significats a « Osasco». |

Osasco és un comune (municipi) de la ciutat metropolitana de Torí, a la regió italiana del Piemont, situat a uns 35 quilòmetres al sud-oest de Torí. A 1 de gener de 2019 la seva població era de 1.153 habitants.
Osasco limita amb els següents municipis: Pinerolo, San Secondo di Pinerolo, Bricherasio i Garzigliana.